# Peter Thompson
Pour les articles homonymes, voir Thompson et Peter Thompson (homonymie).
Pas d'image ? Cliquez ici

a Compétitions nationales et continentales officielles uniquement.

b Matchs officiels uniquement.
Dernière mise à jour le  .
Peter Thompson, né le 18 janvier 1929 à Scarborough (Angleterre), est un joueur de rugby à XV, qui a joué avec l'équipe d'Angleterre, évoluant au poste d'ailier. Il fit partie de l'équipe d'Angleterre qui remporta le Grand Chelem dans le Tournoi des Cinq Nations 1957, le premier depuis les années 1920.

## Carrière
Peter Thompson dispute son premier test match le 21 janvier 1956, à l'occasion d'un match contre l'équipe du pays de Galles, et le dernier contre l'équipe d'Écosse, le 21 mars 1959.

## Palmarès
- Grand Chelem 1957

## Statistiques en équipe nationale
- 17 sélections avec l'équipe d'Angleterre
- 5 essais
- 15 points
- Sélections par année : 4 en 1956, 4 en 1957, 5 en 1958, 4 en 1959.
- Tournois des Cinq Nations disputés : 1956, 1957, 1958, 1959